# Save Your Kisses
Save Your Kisses ist das Debütalbum der dänischen Pop-Sängerin Natasha Thomas, welches am 5. Juli 2004 in Deutschland, Österreich, Dänemark und in der Schweiz veröffentlicht wurde.

## Titelliste
1. Intro / Loving You Is Not Easy [Uh La La] (4:27)
2. Save Your Kisses for Me (Single-Version) (3:46)
3. Young Hearts (3:00)
4. Why (Does Your Love Hurt so Much) (Single-Version) (4:01)
5. More and More (3:39)
6. Sunshine After Rain (3:50)
7. It’s Over Now (Single-Mix) (3:37)
8. Suddenly (3:45)
9. I’m Just a Little Bit Shy (3:13)
10. Hold Me Closer (2:59)
11. Young and Carefree (3:29)
12. Can’t Turn Back Time (3:41)
13. Rollercoaster Ride (4:07)
14. More Than Friends (4:26)
15. Why (Does Your Love Hurt so Much) (Video) (4:01)
16. It’s Over Now (Video) (3:49)
17. Save Your Kisses for Me (Video) (3:46)[2]

### Japanische Version
1. Intro / Loving You Is Not Easy [Uh La La] (4:27)
2. Let Me Show You (The Way) (3:46)
3. Young Hearts (3:00)
4. Why (Does Your Love Hurt so Much) (Single-Version) (4:01)
5. More and More (3:39)
6. Sunshine After Rain (3:50)
7. It’s Over Now (Single-Mix) (3:37)
8. Suddenly (3:45)
9. Save Your Kisses for Me (Single-Mix) (3:46)
10. Hold Me Closer (2:59)
11. Young and Carefree (3:29)
12. Can’t Turn Back Time (3:41)
13. Rollercoaster Ride (4:07)
14. More Than Friends (4:26)[3]

## Hintergrund
In Brasilien war der Titel It’s Over Now der Titelsong der Serie A Senhora do Destino (Deutsch: Der Eigentümer des Schicksals). Die japanische Version des Albums wurde am 24. März 2005 veröffentlicht. Hier wurde der Text des Titels Save Your Kisses for Me in Let Me Show You (The Way) umgeschrieben. Zudem musste der Song I’m Just a Little Bit Shy für eine Remixversion von Save Your Kisses for Me weichen. Let Me Show You (The Way) ist eine variierte Version von Save Your Kisses for Me.

## Produktion
Produziert wurde das Album von Alex Christensen. Steffen Häfelinger schrieb einige der Songtexte.

## Chartplatzierungen
In der Schweiz stieg das Album am 25. Juli 2004 in die Charts ein und belegte dort Platz 67. Nach zwei Wochen fiel die CD aus den Charts. In Österreich stieg ihr Debütalbum am 18. Juli 2004 in die Charts ein. Es kam auf Platz 48 und hielt sich vier Wochen in der Hitparade. In Deutschland konnte das Album sich auf Platz 20 platzieren und blieb zehn Wochen in den deutschen Albumcharts.

### Singles
| Jahr | Titel Album                       | Höchstplatzierung, Gesamtwochen, AuszeichnungChartplatzierungen (Jahr, Titel, Album, Platzierungen, Wochen, Auszeichnungen, Anmerkungen) | Höchstplatzierung, Gesamtwochen, AuszeichnungChartplatzierungen (Jahr, Titel, Album, Platzierungen, Wochen, Auszeichnungen, Anmerkungen) | Höchstplatzierung, Gesamtwochen, AuszeichnungChartplatzierungen (Jahr, Titel, Album, Platzierungen, Wochen, Auszeichnungen, Anmerkungen) | Anmerkungen                                               |
| Jahr | Titel Album                       | DE | AT | CH | Anmerkungen                                               |
| ---- | --------------------------------- | --- | --- | --- | --------------------------------------------------------- |
| 2003 | Why (Does Your Love Hurt so Much) | DE40 (8 Wo.)DE | AT45 (3 Wo.)AT | — | Erstveröffentlichung: 21. Juli 2003                       |
| 2004 | It’s Over Now                     | DE12 (18 Wo.)DE | AT14 (19 Wo.)AT | CH42 (14 Wo.)CH | Erstveröffentlichung: 2. Februar 2004 (feat. Sugar Daddy) |
| 2004 | Save Your Kisses for Me           | DE13 (9 Wo.)DE | AT27 (9 Wo.)AT | CH51 (6 Wo.)CH | Erstveröffentlichung: 7. Juni 2004                        |